# Elmar Schossig

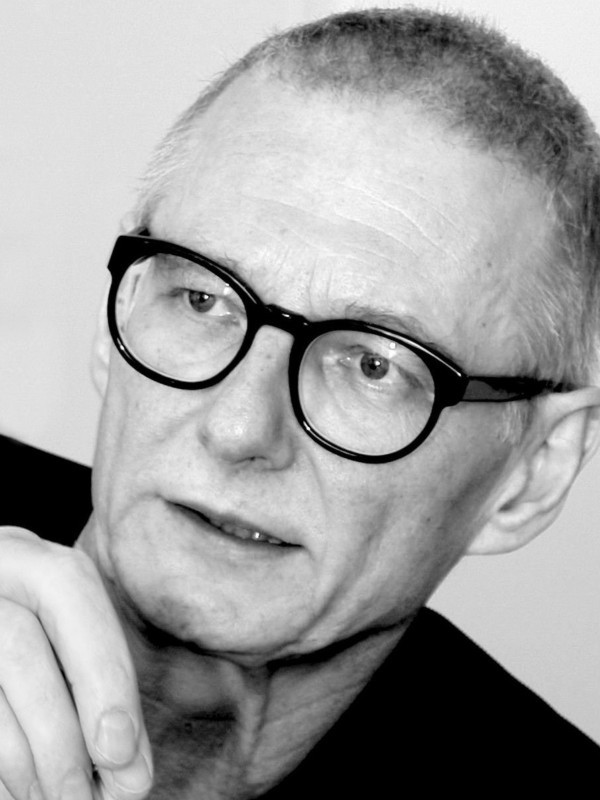
Elmar Schossig 2007

Elmar Schossig (* 28. Juni 1950 in Chemnitz; † 15. Dezember 2009) war ein deutscher Architekt, Designer und Fotograf. 

## Leben und Werk
Nach dem Architekturstudium an der Technischen Hochschule Braunschweig und der RWTH Aachen gründete er 1984 zusammen mit seiner späteren Ehefrau Dörte Gatermann das gemeinsame Architekturbüro Gatermann + Schossig in Köln, das heute von Dörte Gatermann mit ihren langjährigen Projektleitern geführt wird. Die Arbeiten des Büros erzielten etwa 150 Architektur- und Wettbewerbspreise. Das Paar hat zwei erwachsene Kinder. Am 15. Dezember 2009 verstarb Elmar Schossig nach einer langjährigen Krankheit. Seine Grabstätte befindet sich auf dem Kölner Melaten-Friedhof.
Die Begegnung mit dem Werk von Richard Buckminster Fuller in Chicago in 1972 war impulsgebend für Elmar Schossigs spätere Beschäftigung mit den Fragen von Ökologie, nachhaltiger Architektur und Energieeffizienz. Neben ästhetischen und technischen Aspekten wurde für die Entwurfstätigkeit des Architekten der ökologisch-ressourcenoptimierende Ansatz charakterisierend. In diesem Grenzgebiet zwischen Architektur und Technik erzielte er verschiedene Prämierungen vor allem für Fassadenentwicklungen.  
Neben der Architektur konzentrierte sich Elmar Schossig seit 1985 mehr und mehr auf die Bereiche Produktentwicklung und Produktdesign. Seine Erfahrungen gab er im Rahmen von Workshops und Vorträgen und als Autor vieler Publikationen weiter. Seit 2005, dem Jahr seiner beginnenden, unheilbaren Krebserkrankung, widmete er sich noch stärker dem Produktdesign und auch der Fotografie. Sein erstes Fotobuch „Unterwegs aufgenommen – eine fotografische Novelle“ erschien Ende 2006. Unter dem Titel „Raumbilder - Bildräume“ fand 2009/2010 eine Gruppenausstellung mit seinen Bildern in München, Stuttgart und Düsseldorf statt. Seine letzte Ausstellung „Farben und Formen im Quadrat“, an der er bis kurz vor seinem Tod arbeitete, wurde posthum in Köln eröffnet.

## Bauten (Auswahl)
- Capricornhaus in Düsseldorf
- Kontor 19 im Rheinauhafen in Köln

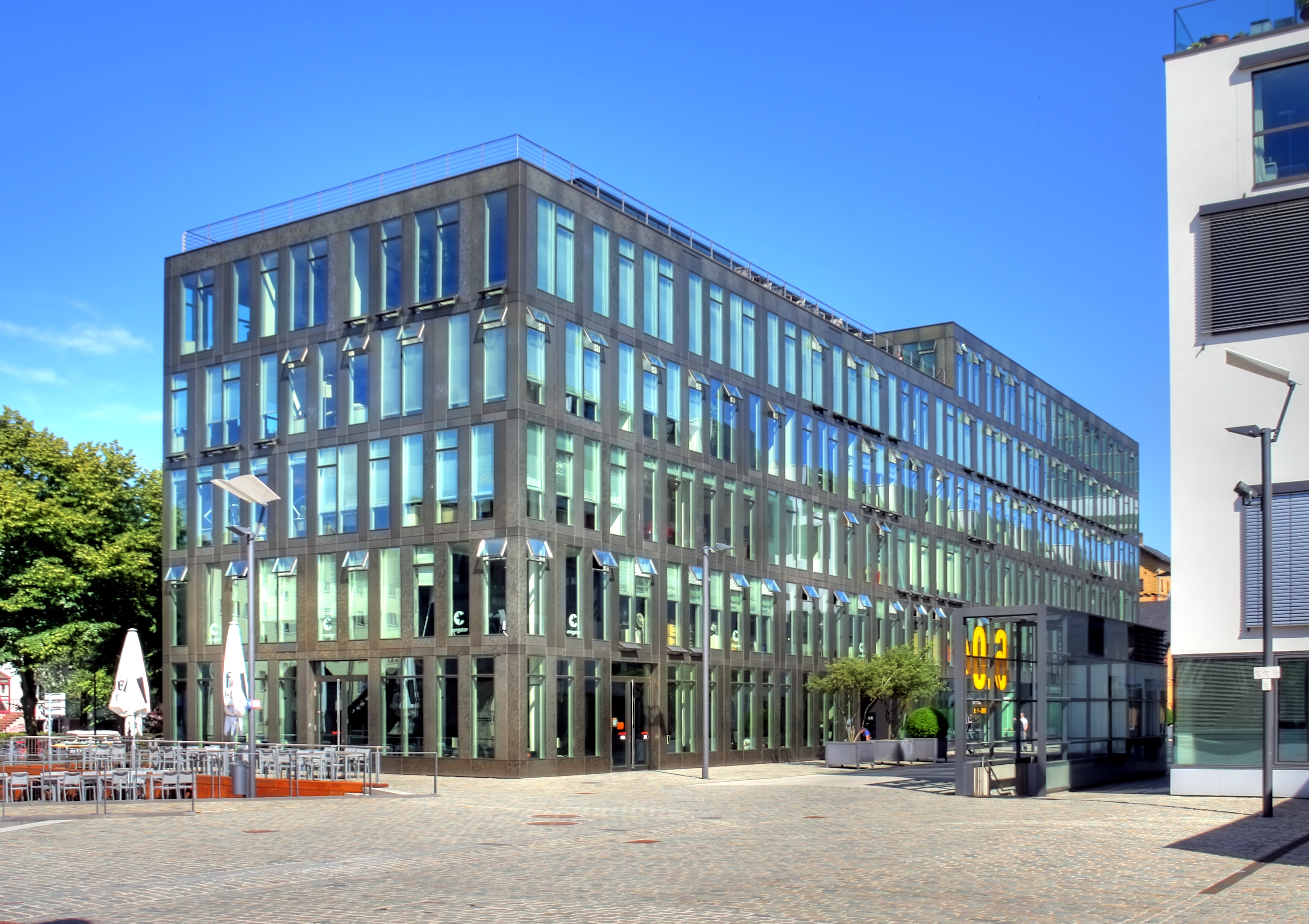
Kontor 19 im Kölner Rheinauhafen

- Bürogebäude der Stadtwerke Bochum in Bochum
- Fachhochschule Magdeburg
- Capricorn Engineering
- Revitalisierung der Pensionskasse Hoechst
- Karstadt in Gütersloh
- IGZ Narossa
- Fabrikanlage Quante Hattingen
- Rimowa-Kofferfabrik
- Haus G+S

## Auszeichnungen (Auswahl)
- bestarchitects[2]
- BEX 2009 Innovation Award
- Innovationspreis Architektur und Technik
- Innovationspreis Architektur und Office
- Innovationspreis Architektur und Bauwesen
- Innovationspreis Architektur und Technik
- Kölner Architekturpreis
- Deutscher Architekturpreis
- DEUBAU-Preis
- Förderpreis des BDA für junge Architektinnen und Architekten
- Förderpreis des Landes Nordrhein-Westfalen für junge Künstlerinnen und Künstler